# Jüdischer Friedhof (Ullstadt)

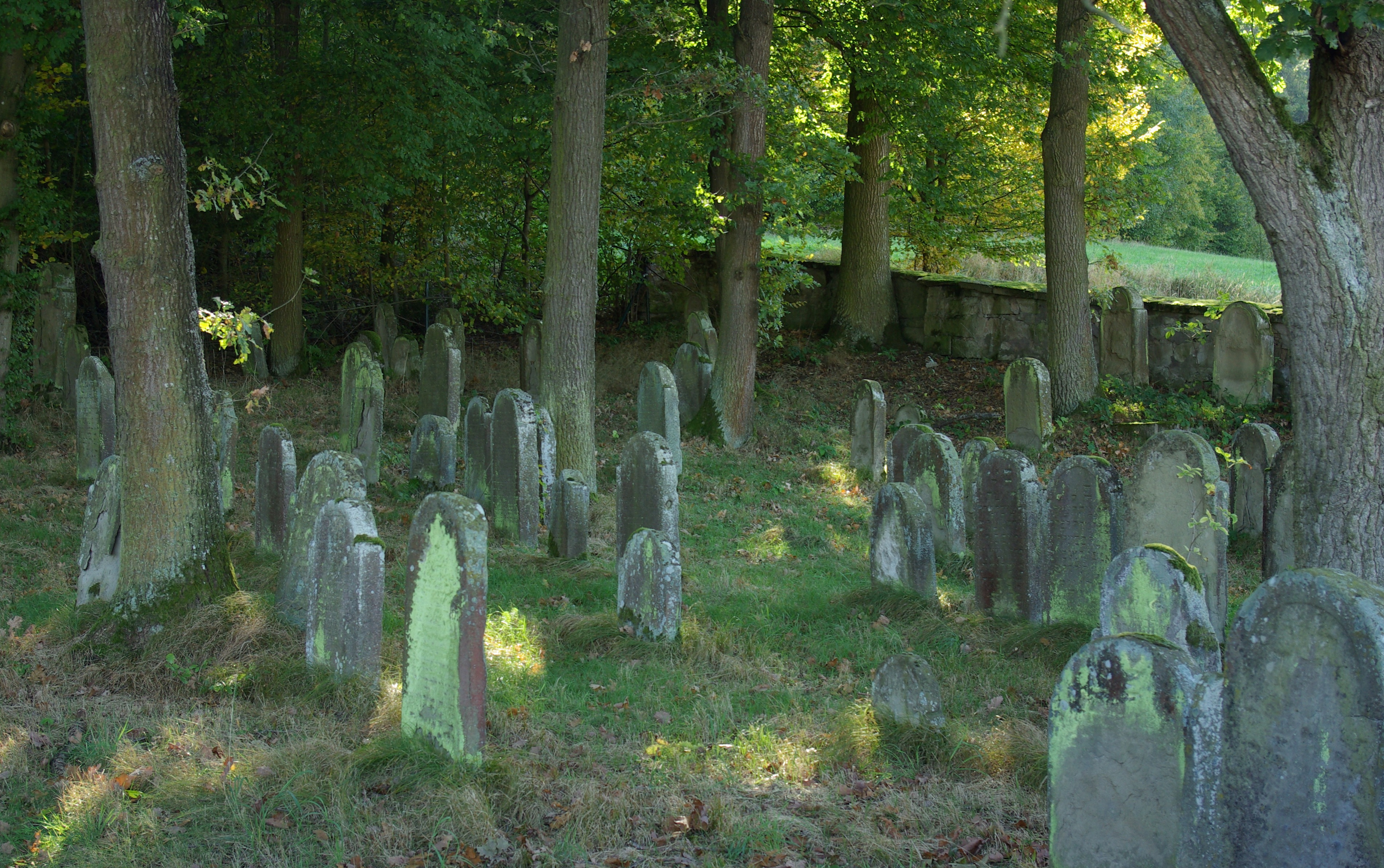
Älterer Teil des Friedhofes, 2011

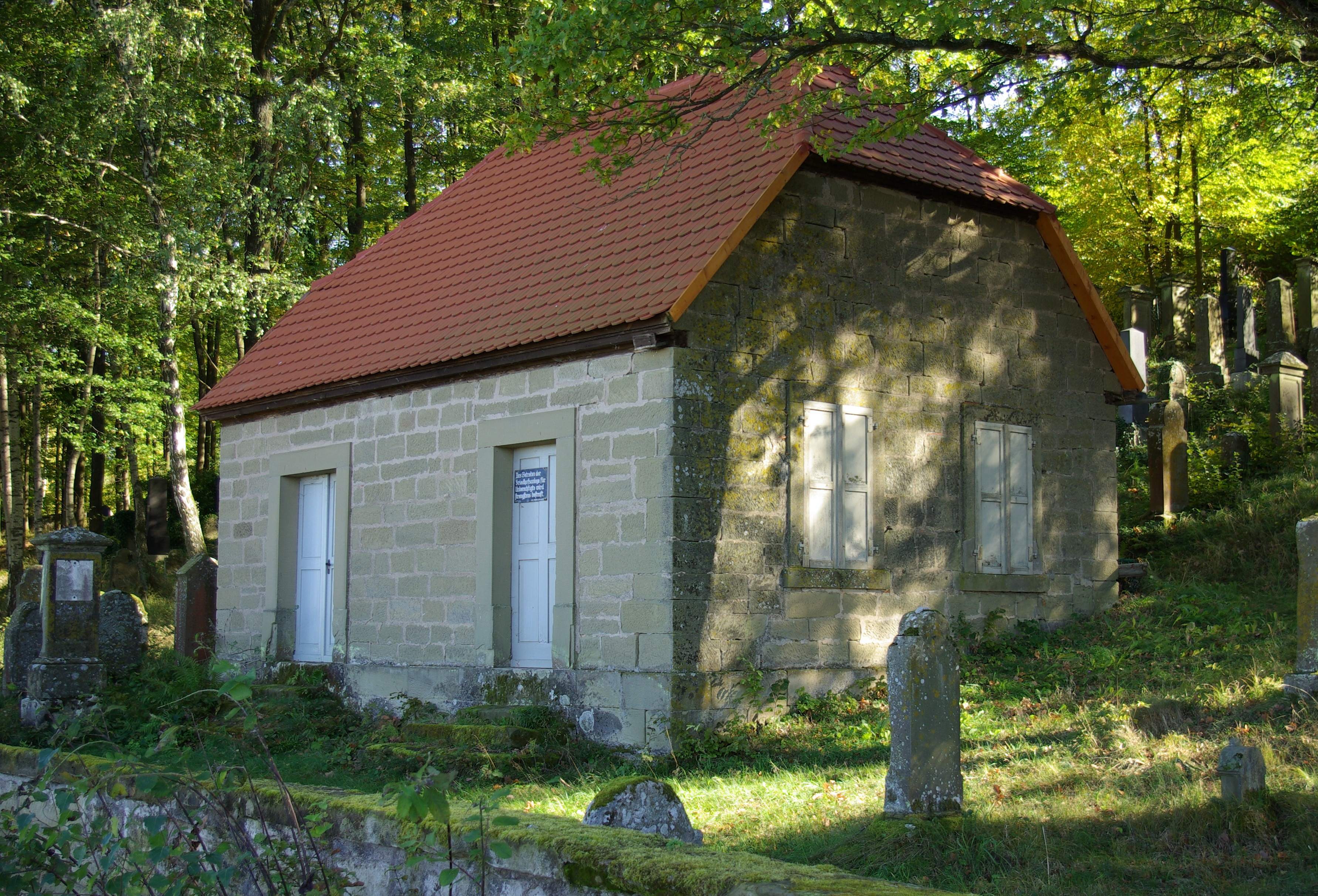
Taharahaus, 2011

Der Jüdische Friedhof in Ullstadt, einem Gemeindeteil des Marktes Sugenheim im mittelfränkischen Landkreis Neustadt an der Aisch-Bad Windsheim, ist eine jüdische Begräbnisstätte, die von Anfang des 17. Jahrhunderts bis in die zweite Hälfte der 1930er Jahre belegt wurde.

## Lage

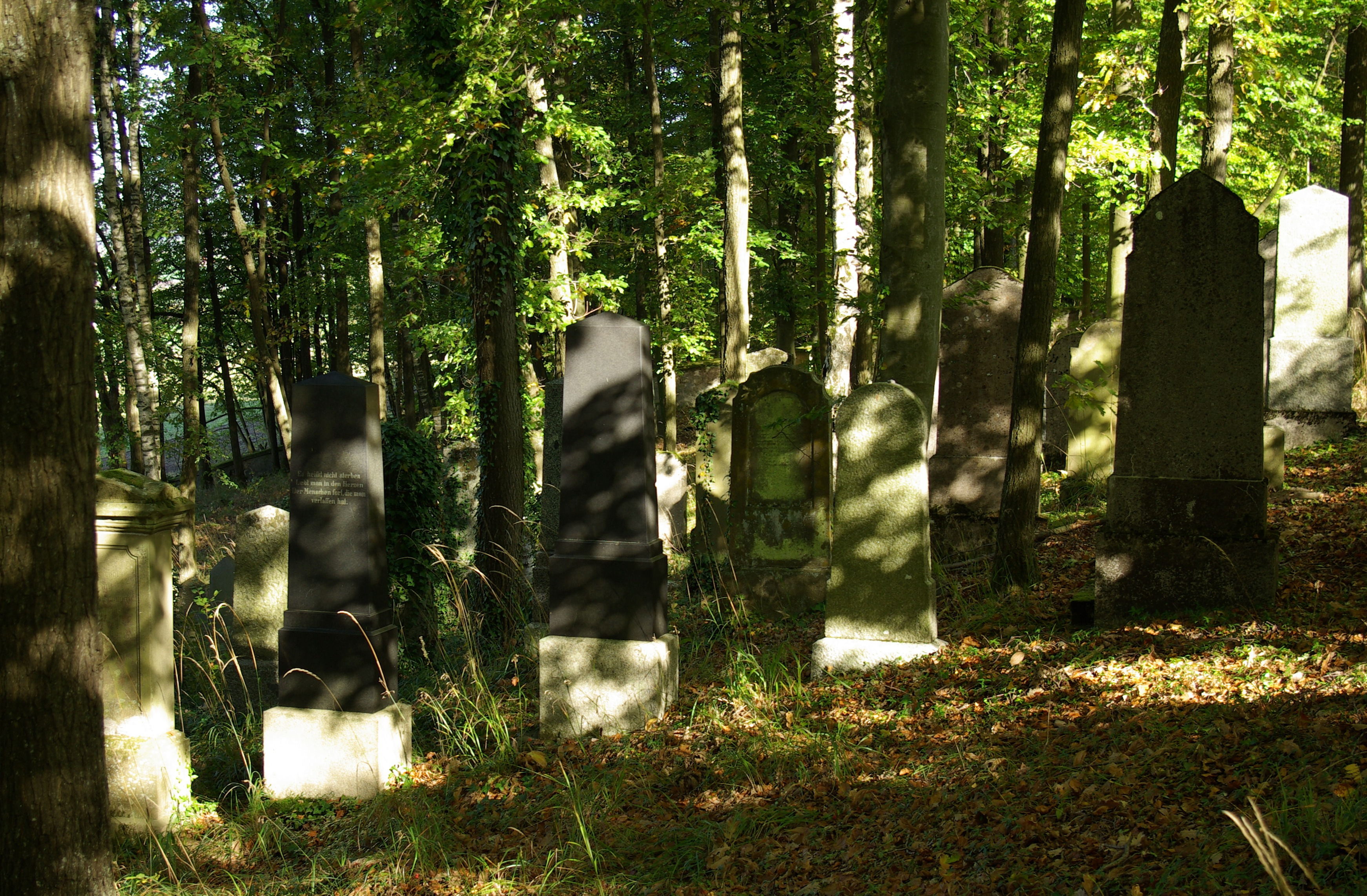
Neuerer Teil des Friedhofes, 2011

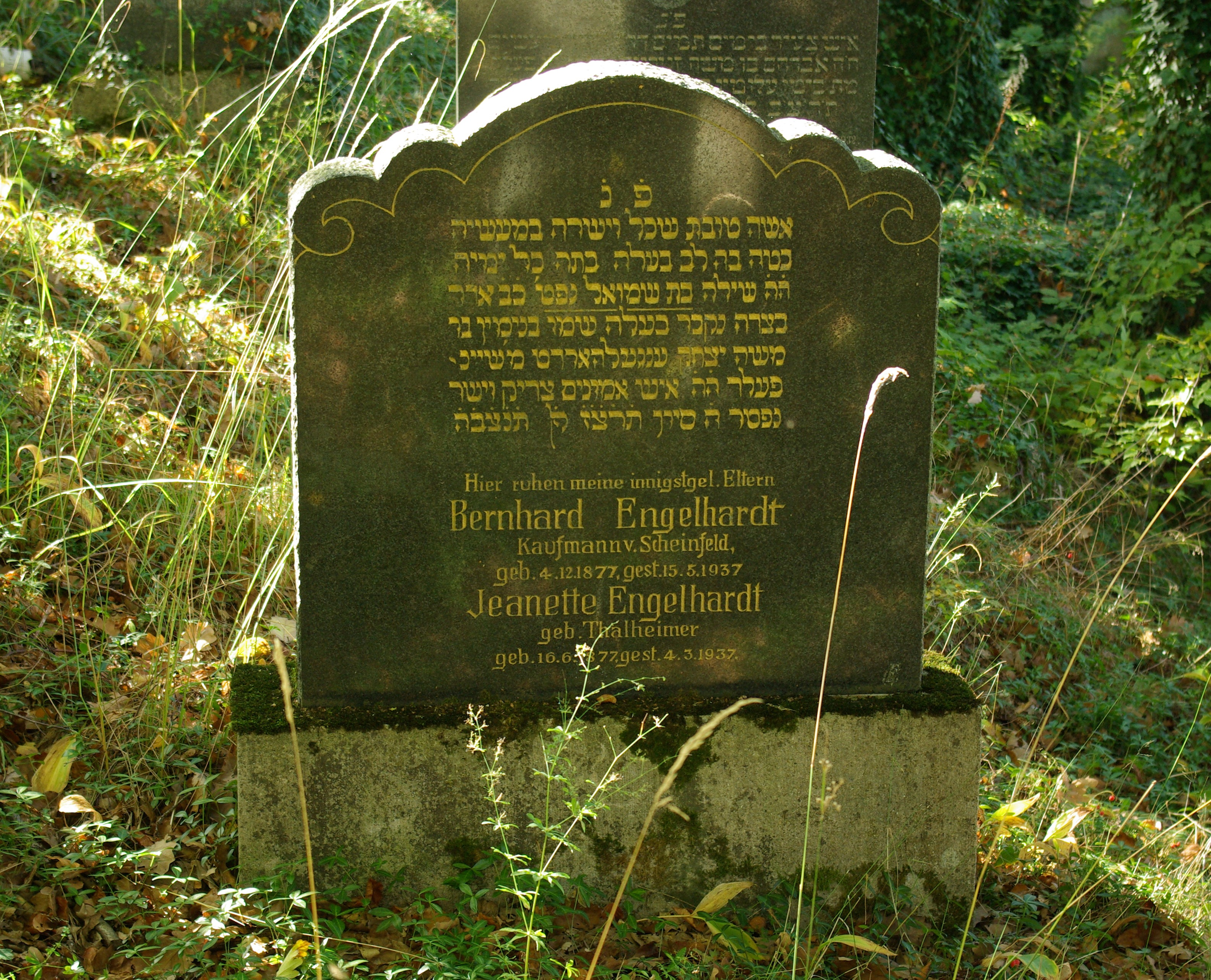
Eines der letzten errichteten Gräber des Friedhofes aus dem Jahr 1937

Der 6330 m² große Begräbnisplatz liegt südöstlich des Ortes Ullstadt, etwa 500 Meter südlich der Straße nach Langenfeld am Waldrand. Das Grundstück wird von drei Seiten von einer 1,20 m hohen Mauer aus Sand- und Bruchsteinen begrenzt. Die südliche Seiten umfasst ein Drahtzaun, der einen früheren Holzzaun ersetzt. Am Eingang befindet sich ein Taharahaus mit zwei Räumen à 17 m².

## Geschichte
Die Geschichte der jüdischen Gemeinde in Ullstadt geht bis in das frühe 17. Jahrhundert zurück. Ein Dokument aus dem Jahre 1613 erwähnt die Aufnahme der Juden Itzchak und Josef durch den Herrscher des Hauses Seckendorff. Etwa im gleichen Zeitraum errichtete man den jüdischen Friedhof, dessen ältester erhaltener Grabstein aus dem Jahr 1627 stammt. Als Verbandsfriedhof wurde die Anlage von weiteren Gemeinden genutzt, darunter Aub, Burgambach, Burghaslach, Diespeck (bis 1811), Dottenheim, Kaubenheim, Neustadt an der Aisch (bis 1811), Pahres, Scheinfeld, Schnodsenbach, Schornweisach und insbesondere Sugenheim (seit 1620).
Später errichtete ein Teil dieser Gemeinden eigene Begräbnisstätten. Dennoch machte die wachsende Zahl jüdischer Einwohner in der ersten Hälfte des 19. Jahrhunderts eine Erweiterung des Friedhofs erforderlich. Durch einen Vertrag vom 24. Oktober 1838, dem die jüdischen Gemeinden Ullstadt, Sugenheim, Scheinfeld und Dottenheim zustimmten, wurde das bestehende Areal für 425 Gulden um 68 Dezimal vergrößert.
Die Zeit des Nationalsozialismus überstand der Friedhof, auf dem 567 Grabsteine erhalten sind, weitgehend unbeschadet. In der zweiten Hälfte der 1930er Jahre fanden dort die letzten Beerdigungen statt. Ein Großteil der aus den genannten Orten stammenden Juden fiel in den Vernichtungslagern dem Holocaust zum Opfer.